# Nguyên Xá, Đông Hưng
Nguyên Xá là một xã thuộc huyện Đông Hưng, tỉnh Thái Bình, Việt Nam.

## Diện tích và dân số
Xã Nguyên Xá có diện tích 4,61 km². Theo Tổng điều tra dân số năm 1999, xã Nguyên Xá có số dân 6.790 người.

## Địa giới hành chính
Xã Nguyên Xá nằm ở phần trung tâm của huyện Đông Hưng, bên bờ nam sông Tiên Hưng.
- Phía đông giáp thị trấn Đông Hưng và xã Đông Hợp;
- Phía nam giáp các xã Đông Hợp và Phú Châu;
- Phía tây giáp xã Phong Châu;
- Phía bắc giáp các xã Phú Lương, Liên Giang và Đông La.

## Giao thông
Quốc lộ 39A đi ngang qua xã theo hướng đông bắc – tây nam.